# Dillendorf (Bonndorf im Schwarzwald)
Dillendorf ist ein Stadtteil der baden-württembergischen Stadt Bonndorf im Schwarzwald im Landkreis Waldshut.

## Geografie
Dillendorf liegt auf 684 m HNH in einem nach Süden offenen Seitental des Ehrenbachtals.

## Geschichte
Bei Dillendorf wurden Grabfunde aus der Hallstatt- und La-Tène-Zeit gemacht. Der Ort und eine Burg wird 797 als Tillindorf in einer Schenkungsurkunde an das Kloster St. Gallen genannt. Der Ortsadel von Dillendorf wird 1289 letztmals erwähnt. Ritter Konrad von Dillendorf war ab 1288 bis um 1292 Vogt auf der Kyburg und Hofmeister Königs Rudolf von Habsburg. Unter Abt Heinrich kam der Ort teilweise an das Kloster St. Blasien. Die Herren von Ofteringen waren ebenfalls am Besitz beteiligt, sie verkauften ihren Anteil 1424 an Diethelm von Tannegg.
Die Tannegger waren eine Seitenlinie der Herren von Blumegg. 1443 erwarb Ritter Thüring von Hallwil die Herrschaft Blumegg mit der Burg Dillendorf, er verkaufte 1448 an das Kloster St. Blasien. Die Burg Dillendorf wurde im Bauernkrieg zerstört und ist heute vollkommen abgegangen. Dillendorf war nun Teil des St. Blasischen Amtes Blumegg in der Reichsherrschaft Bonndorf. Im Dreißigjährigen Krieg wurde der Ort großteils zerstört und erholte sich danach nur langsam. 1798 herrschte ein Viehseuche. Mit der Auflösung des Klosters St. Blasien in der Säkularisation kam Dillendorf nach einigem Hin und Her 1806 zum neugebildeten Großherzogtum Baden und blieb bis zum  September 1974 als selbständige Gemeinde bestehen. Zum 1. Oktober 1974 wurde Dillendorf zur Stadt Bonndorf eingemeindet.

## Kirche

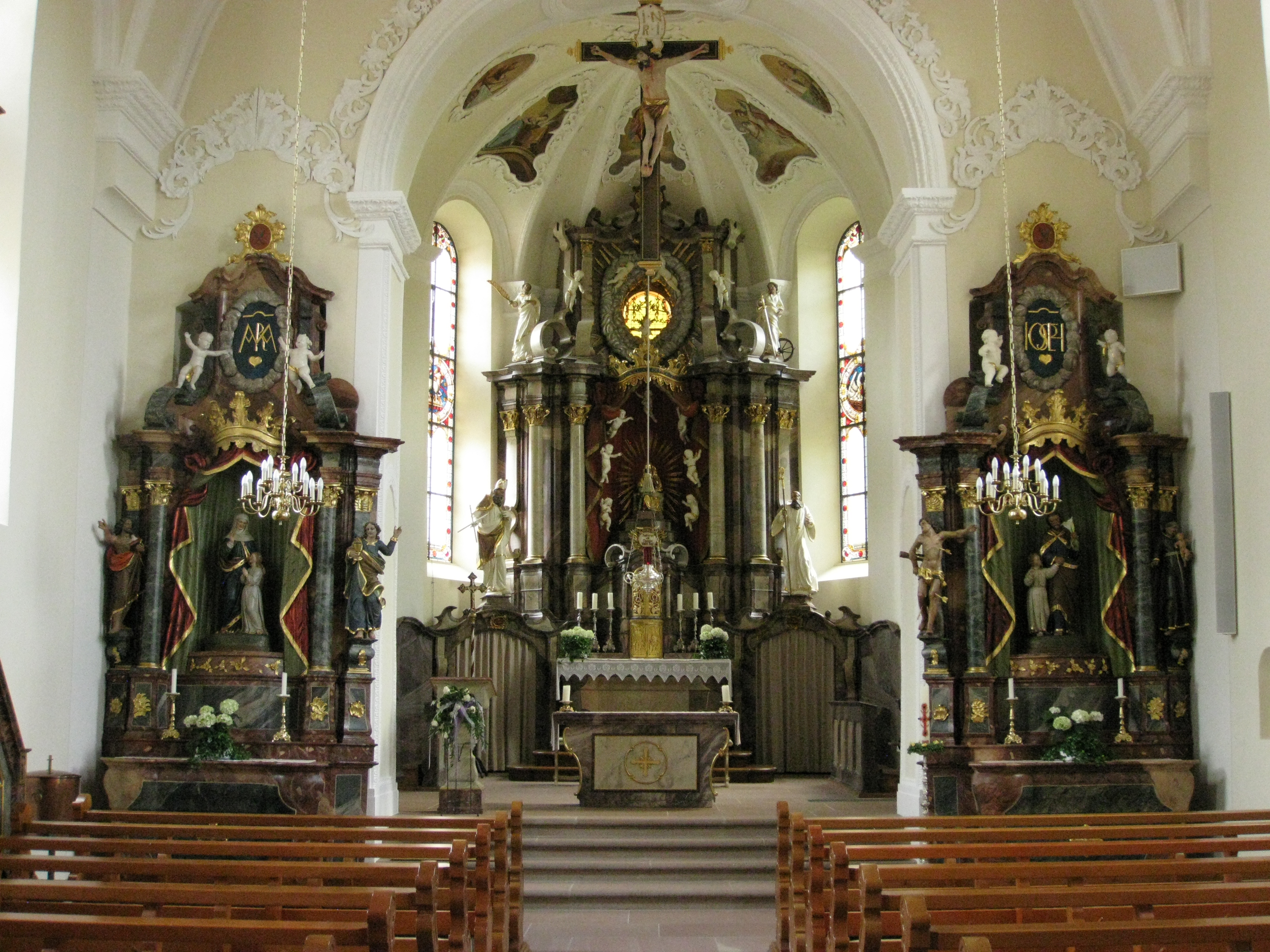
Pfarr- und Wallfahrtskirche Dillendorf

1368 schenkte Brigitta von Randenburg der Liebfrauenkirche zu Dillendorf zur Unterhaltung des ewigen Lichts einen Acker und eine Wiese. Die heutige Kirche geht auf das 17. Jahrhundert zurück, wobei das Innere und Äußere in der Barockzeit stark verändert wurde. Nach dem Dreißigjährigen Krieg wurde unter Abt Otto Kübler 1665 zunächst das Pfarrhaus und dann unter Abt Romanus Vogler 1680–1681 die Pfarr- und Wallfahrtskirche „Zu unseren lieben Frau von Dillendorf“ neu gebaut und 1683 geweiht. Ziel der Wallfahrtskirche war vor allem die Bitte um Regen in trockenen Sommern. Das Pfarrhaus diente auch als Verwaltungssitz und befand sich mit der Kirche in einer Barocken Gartenanlage, die heute nur noch in Fragmenten vorhanden ist. Dillendorf war bis zum Zusammenschluss zur Seelsorgeeinheit Bonndorf-Wutach mit der Filialkirche in Brunnadern eine eigenständige Pfarrgemeinde.